# Henryk Brzozowski (1899–1937)
Henryk Brzozowski, ros. Генрих Иосифович Бржозовский (ur. 1899 w Warszawie, zm. 21 sierpnia 1937 w Moskwie) – polski działacz komunistyczny, funkcjonariusz sowieckich służb specjalnych.

## Życiorys
Od 1912 r. pracował jako lakiernik w firmie meblowej w Warszawie. W 1918 r. wstąpił do Komunistycznej Partii Robotniczej Polski. Jednocześnie został członkiem Rosyjskiej Partii Robotniczej (bolszewików). Prowadził nielegalną działalność komunistyczną, będąc kilkakrotnie aresztowany. W 1924 r. przybył do Rosji Sowieckiej, gdzie wstąpił do OGPU. Służył w Oddziale Kontrwywiadowczym, a następnie Zagranicznym OGPU. Kierowano go z zadaniami specjalnymi do Japonii i Czechosłowacji. Doszedł do stanowiska zastępcy szefa wydziału w Oddziale Zagranicznym NKWD. Od 1935 r. pełnił funkcję rezydenta NKWD w Finlandii. W II połowie 1936 r. został odesłany do ZSRR. Pod koniec listopada tego roku aresztowano go, zaś po procesie skazano na karę śmierci, wykonaną przez rozstrzelanie pod koniec sierpnia 1937 r.